# غاريقون غيستراني
غاريقون غيستراني (الاسم العلمي: Agaricus geesterani ) هو نوع الفطريات يتبع جنس الغاريقون من الفصيلة الغاريقونية.